# José María Lacalle
José María Lacalle (auch Joseph M. Lacalle) (* 17. November 1859 in Cádiz; † 11. Juni 1937 in New York) war ein spanischer Komponist.
Sein Schlager Amapola (span. für „Mohnblume“; hier ein seltener Vorname) aus dem Jahr 1924 wurde ein großer Erfolg, insbesondere in Instrumentalversionen verschiedener Gitarristen. Deanna Durbin sang den Schlager 1939 in dem Film First Love, der englische Text Amapola, my pretty little poppy, wurde von Albert Gamse verfasst. Jimmy Dorsey nahm das Lied 1941 mit seinem Orchester auf, der Gesang stammte von Bob Eberle und Helen O’Connell. In Lateinamerika fand das Lied besonders durch Ernesto Lecuona und seinen Cuban Boys Verbreitung. In Deutschland wurde es 1938 vom Meistersextett auf Spanisch eingesungen.
1964 nahm die schwedische Gitarrenpopgruppe The Spotnicks das Lied auf. Er ist auch im Repertoire der Ventures, der Shadows, von Jørgen Ingmann und von Ricky King.
Bekannt ist die Melodie auch aus dem Film Es war einmal in Amerika aus dem Jahr 1984. Aktuellere Versionen wurden von Andrea Bocelli und Paul Potts gesungen. In deutscher Übersetzung gibt es verschiedene Textfassungen.

## Amapola (spanischer Text)
De amor en los hierros de tu reja,
De amor escuché la triste queja.
De amor que sonó en mi corazón,
Diciéndome así, con su dulce canción:
ESTRIBILLO
Amapola, lindísima amapola
Será siempre mi alma tuya sola
Yo te quiero amada niña mía
Igual que ama la flor la luz del día
Amapola, lindísima amapola
No seas tan ingrata y ámame
Amapola, amapola
Cómo puedes tu vivir tan sola?
Tal vez en los hierros de tu reja
Traidor el amor sintió su queja.
Amor que en mi amante corazón,
Sembró por mi mal una dulce ilusión
ESTRIBILLO